# Chanel Terrero
Chanel Terrero Martínez (ur. 28 lipca 1991 w Hawanie) – hiszpańsko-kubańska piosenkarka, tancerka i aktorka. 
Zwyciężczyni hiszpańskiego festiwalu Benidorm Fest 2022. Reprezentantka Hiszpanii w 66. Konkursie Piosenki Eurowizji (2022).

## Życiorys
Urodziła się w Hawanie, a w wieku trzech lat przeniosła się z rodzicami do gminy Olesa de Montserrat w Katalonii. Część jej rodziny ma hiszpańskie korzenie z Katalonii. Brała lekcje śpiewu, aktorstwa i baletu od pierwszych lat swojego życia. Uczyli ją znani artyści tacy jak  Víctor Ullate, Coco Comín czy Glòria Gella. Mając 16 lat, zaczęła występować w lokalnym teatrze muzycznym.
Przeprowadziła się do Madrytu, by rozpocząć swoją karierę aktorską. Od 2010 brała udział w musicalach scenicznych, takich jak Mamma Mia!, Flashdance,  El guardaespaldas i Król lew. Jej kariera aktorska obejmuje różne role w telewizji i kinie, zarówno w kraju, jak i za granicą. Jako tancerka współpracowała z różnymi artystami, m.in. była tancerką podczas występu kolumbijskiej piosenkarki Shakiry na gali rozdania Europejskich Nagród Muzycznych MTV w 2010. Była także częścią ekipy tanecznej w hiszpańskim show Tu cara me suena emitowanego w stacji Antena 3.
Wzięła udział w castingach hiszpańskiego musicalu scenicznego pt. West Side Story, ostatecznie została jedną z trzech finalistek przesłuchań do roli Anity. Była także jedną z pięciu finalistek na całym świecie do tej samej roli w wersji filmowej musicalu stworzonej przez amerykańskiego reżysera Stevena Spielberga pod tym samym tytułem. W 2022 wzięła udział na festiwalu Benidorm Fest z debiutanckim singlem „SloMo”. Jej występ został przygotował choreograf Kyle Hanagami. 26 stycznia 2022 wygrała pierwszy półfinał konkursu, dzięki czemu zakwalifikowała się do finału, który 29 stycznia wygrała, zostając reprezentantką Hiszpanii w 66. Konkursie Piosenki Eurowizji organizowanym w Turynie. Utwór dotarł na 1. miejsce na oficjalnej hiszpańskiej liście notowań sporządzanej przez Promusicae. W finale konkursu wystąpiła w nim z dziesiątym numerem startowym i zajęła 3. miejsce po zdobyciu 459 punktów w tym 228 punktów od telewidzów (3. miejsce) i 231 pkt od jurorów (3. miejsce).

## Praca w teatrze
Brała udział w wielu musicalach, stając się znaną aktorką musicali w Hiszpanii.
- Malinche (główna rola)[22]
- Fiebre Hamilton (muzyczny hołd dla Lin-Manuela Mirandy w Madrycie)
- El guardaespaldas(inne języki) (główna rola, Rachel Marron)[23]
- Flashdance(inne języki) (aktorka i wokalistka w trasie koncertowej po Barcelonie)
- Nine(inne języki) (główna aktorka, wokalistka)
- Król lew (Teatro Lope de Vega w Madrycie)
- Mamma Mia! (aktorka, wokalistka i tancerka)
- Lío Ibiza (kabaret: aktorka, wokalistka i tancerka)
- El Gran Libro Mágico (musical dziecięcy, główna aktorka i wokalistka)
- Show “Starlite Marbella” (główna wokalistka)
- Delizia (kabaret: aktorka, wokalistka i tancerka)
- La ratita presumida, centro estético (musical dziecięcy, główna rola)
- El lobo y las 7 cabritas (musical dziecięcy, główna rola)
- Tarzán(inne języki) (musical dziecięcy, wokalistka i tancerka)
- Mortadelo y Filemón (tancerka i aktorka)

## Filmografia

### Filmy
| Rok  | Tytuł filmu         |
| ---- | ------------------- |
| 2011 | Fuga de Cerebros 2  |
| 2015 | El Rey de la Habana |
| 2018 | El último invierno  |
| 2019 | La llorona          |

### Telewizja

#### Seriale
| Rok     | Tytuł                      | Stacja         | Rola             | Uwagi        |
| ------- | -------------------------- | -------------- | ---------------- | ------------ |
| 2011    | Águila Roja                | TVE            | b.d.             | 1 odcinek    |
| 2014    | B&b, de boca en boca       | Telecinco      | Sira Lindo       | 1 odcinek    |
| 2015    | Los nuestros               | Telecinco      | Gloria           | 2 odcinki    |
| 2015–16 | Gym Tony                   | Cuatro         | Deisy            | 236 odcinków |
| 2017    | Centro médico              | TVE            | Gloria           | 1 odcinek    |
| 2017    | iFamily                    | TVE            | Isa              | 8 odcinków   |
| 2017    | El secreto de Puente Viejo | Antena 3       | Lucía Torres     | 62 odcinki   |
| 2017    | Perdóname, Señor           | Telecinco      | Sibebi           | 4 odcinki    |
| 2017    | La peluquería              | TVE            | Guadalupe „Lupe” | 238 odcinków |
| 2018    | Cupido                     | Playz          | Venus            | 6 odcinków   |
| 2018    | El Continental             | TVE            | Julieta          | 10 odcinków  |
| 2018    | Wake Up                    | Playz          | Deborah          | 6 odcinków   |
| 2020    | Paratiisi                  | Yle            | Limón            | 2 odcinki    |
| 2021    | Convecinos                 | Movistar Plus+ | Isla             | 3 odcinki    |
| 2022    | El inmortal                | Movistar Plus+ | Perla            | 8 odcinków   |

#### Programy muzyczne
- Tu cara me suena
- Benidorm Fest 2022
- Konkurs Piosenki Eurowizji 2022

### Teledyski
- 2014: Ruth Lorenzo – „Gigantes”, jako tancerka[17]
- 2017: Fran Coem – „La La Land” (wersja hiszpańska)
- 2021:  Nacho Cano(inne języki) –  „México Mágico” (jako część oryginalnej ścieżki dźwiękowej Malinche El Musical)

## Dyskografia

### Single
Jako główna artystka
| Rok                                                      | Tytuł                                  | Najwyższe pozycje na listach | Najwyższe pozycje na listach | Najwyższe pozycje na listach | Najwyższe pozycje na listach | Najwyższe pozycje na listach | Najwyższe pozycje na listach | Najwyższe pozycje na listach | Najwyższe pozycje na listach | Najwyższe pozycje na listach | Najwyższe pozycje na listach | Najwyższe pozycje na listach | Certyfikat                | Sprzedaż        | Album |
| Rok                                                      | Tytuł                                  | SPA                          | CRO                          | GRE                          | NLD                          | IRL                          | ISL                          | LTU                          | SWE                          | SWI                          | UK                           | WW                           | Certyfikat                | Sprzedaż        | Album |
| -------------------------------------------------------- | -------------------------------------- | ---------------------------- | ---------------------------- | ---------------------------- | ---------------------------- | ---------------------------- | ---------------------------- | ---------------------------- | ---------------------------- | ---------------------------- | ---------------------------- | ---------------------------- | ------------------------- | --------------- | ----- |
| 2021                                                     | „SloMo”                                | 1                            | 24                           | 3                            | 72                           | 44                           | 11                           | 9                            | 32                           | 65                           | 56                           | 151                          | - SPA: 3× platynowa płyta | - SPA: 180 000+ | –     |
| 2022                                                     | „SloMo (Eurovision's Dancebreak Edit)” | –                            | –                            | 36                           | –                            | –                            | –                            | 65                           | –                            | –                            | –                            | –                            | brak                      | brak danych     | –     |
| 2022                                                     | „Toke”                                 | –                            | –                            | –                            | –                            | –                            | –                            | –                            | –                            | –                            | –                            | –                            | brak                      | brak danych     | –     |
| „–” oznacza, że singel nie był notowany na danej liście. |                                        |                              |                              |                              |                              |                              |                              |                              |                              |                              |                              |                              |                           |                 |       |

Jako artystka gościnna
| Rok  | Tytuł                                                  | Album |
| ---- | ------------------------------------------------------ | ----- |
| 2021 | „Mentira” (Alberto Collado, gościnnie: Chanel Terrero) | –     |
| 2021 | „México Mágico” (wśród obsady Malinche)                | –     |